# Židovska općina Zenica
Židovska općina Zenica je vjerska organizacija građana Bosne i Hercegovine židovskog podrijetla. Sjedište općine je u Zenici. 

## Povijest
Židovi su se počeli naseljavati Zenicu u prvoj polovini 18. stoljeća. Živjeli su pored zeničke čaršije.
Prema popisu stanovništva iz 1879. godine u Bosni i Hercegovini su živjela 10.204 Židova, od čega u Zenici 294. Prema broju židovskog stanovništva, Zenica se nalazila na šestom mjestu u Bosni i Hercegovini, poslije Sarajeva, Travnika, Bijeljine, Banjaluke i Tuzle. Zenički Židovi su periodu Drugog svjetskog rata teško stradali. Od 196, koliko ih se zateklo u vrijeme nastanka Nezavisne Države Hrvatske, od ustaša ih je stradalo 172. Prva skupina od 44 zenička Židova, uglavnom muškarci, odvedena je 20. rujna 1941. godine u 
logor Jasenovac, a 1942. u tri skupine u jasenovački logor odveden je i najveći preostali dio zeničkih Židova, tako da ih je samo 25 preživjelo rat.  
U Zenici se i danas nalazi Židovsko groblje, gdje je ukopano 116 osoba. Smješteno je na južnom izlazu iz grada, na području naselja Raspotočje. Najstariji nadgrobni spomenik na ovom groblju potječe iz 1747. godine. Posljednji ukop na ovom groblju obavljen je 1964. godine, a posljednji ukopani bio je Jakov Ozmo. Najpoznatija prezimena Zeničkih Židova su: Trinki, Danon, Elazar, Baruh, Montiljo, Ozmo, Papo, Pinto, Salom, Libling i Vajs.

## Zenička sinagoga
Prva sinagoga u Zenici je izgrađena od drveta oko 1870. godine. O njoj ne postoji više podataka. Današnja Zenička sinagoga nalazi se u urbanoj zoni Zenice, između Stare čaršije i stambenih zona Pišća i Potoka. Građena je od 1903. do 1905. godine, ali je posvećenje izvršio dr. Samuel Vesel 1906. godine. Na posvećenju je bila pjevačka skupina "La Lira" iz Sarajeva. Projektant sinagoge bio je Miloš Komadina, koji je tehničku naobrazbu sticao u Zürichu i Beču. Idejni začetnik izgradnje sinagoge od čvrstog materijala (sadašnje) bijaše Rafael Levi, koji je inače bio jedan od osnivača Židovske općine u Zenici. Vanjski izgled objekta urađen je u pseudomaurskom stilu. Prvi rabin u prvotnjoj, kasnije i u novoj sinagogi je bio Jozef Levi (umro 1928. g.). Zenička sinagoga je sjeverno pročelje pri vrhu imala polukružan, kasnije prepravljeno u ravan oblik. Imala je ulogu vjerskoga objekta sve do 1941. godine. To je jedina sinagoga u Bosni i Hercegovini koja je imala okrugli sat na vrhu sjevernog pročelja (okrenutog ka Kočevi). Tog sata više nema, a kod temeljitih restaruracija, kojih je do danas bilo više, sat nije postavljen. Sinagoga je imala poseban ulaz za žene na galeriju. Ulaz za žene na galeriju, se nalazio s lijeve strane glavnog ulaza, a koji je prezidan u prozor. Zavojite stepenice koje su vodile od ženskog ulaza na galeriju još postoje u sinagogi, a galerija je prezidana u kancelarijske prostore. U toku Drugog svjetskoga rata, u prostoru sinagoge koji je bio devastiran, bila je smještena konjušnica, za potrebe njemačke vojske. Od 1945. do 1967. godine, prostor sinagoge imao je više različitih namjena, od skladišta do prodajnog salona namještaja. Godine 1966. u dogovoru sa Židovskom općinom u Zenici i Savezom židovskih općina Jugoslavije objekt sinagoge je ustupljen na trajno korištenje Gradu Zenici odnosno Zeničkom muzeju. Uz veliko zalaganje upravnika Zeničkog muzeja Fikreta Ibrahimpašića, i zahvaljujući sredstvima Općinske skupštine grada Zenice, izvršena potpuna restauracija fasade prema starim fotografijama. Na fasadi je postavljena spomen-ploča sa natpisom:
Godine 1967. u prostoru sinagoge je otvorena prva stalna povijesno-etnološka postavka zeničkog muzeja. U suvremeno uređenom enterijeru tada su smješteni arheološki, povijesni i umjetnički eksponati vezani za grad Zenicu i njegovo stanovništvo, uključujući i zeničke Židove. 
Danas je u objektu sinanoge smješten i ured Židovske općine u Zenici.

## Vanjske poveznice
- Članovi Jevrejske zajednici u Zenici obilježavaju Pesah